# Leo-II-Zwerggalaxie
Die Leo-II-Zwerggalaxie, kurz auch Leo II (manchmal auch Leo B), ist eine spheroidale Zwerggalaxie im Sternbild des Löwen.
Die etwa 690.000 Lichtjahre entfernte Galaxie wurde 1950 von Robert G. Harrington und Albert George Wilson vom Mount-Wilson-Observatorium und Palomar-Observatorium in Kalifornien entdeckt.

Stand Oktober 2008 ist sie eine der 24 bekannten Satellitengalaxien der Milchstraße.

## Eigenschaften
Im Jahr 2007 wurde der Kernradius von Leo II zu (178 ± 13) pc und sein Gezeitenradius zu (632 ± 32) pc bestimmt.
Ebenfalls im Jahr 2007 beobachtete ein Team von 15 Wissenschaftlern Leo II durch das Subaru-Teleskop, ein optisches und Nahinfrarot-Spiegelteleskop mit 8,2-m-Spiegel auf dem Mauna Kea in Hawaii. Über 2 Beobachtungsnächte hinweg wurden in 90 Minuten Aufnahmezeit 82.252 Sterne bis hinunter zur 26. visuellen Magnitude gezählt.
Die Astrophysiker fanden innerhalb Leo II hauptsächlich eine Population alter metallarmer Sterne, ein Hinweis darauf, dass die Galaxie den galaktischen Kannibalismus überlebte, während dessen massive Galaxien wie beispielsweise unsere Milchstraße kleinere assimilieren, um ihre erhebliche Größe zu erreichen.
Beobachtungen an der Europäischen Südsternwarte schätzen die Masse von Leo II auf (2,7 ± 0,5)×107 M⊙.

## Weiteres
- Zwerggalaxie
- Lokale Gruppe